# 馬耳他島
馬爾他島（英語：Malta）是地中海的一個小島，位於義大利西西里島南方約93公里處，面積約246平方公里。馬爾他島是構成馬爾他共和國國土的主體島嶼，首都瓦莱塔即在本島東部港灣。
馬爾他島地勢西高東低，以低矮的丘陵與台地居多，最高點為Ta'Dmejrek，海拔只有253公尺。氣候為亞熱帶地中海型氣候，夏季炎熱乾燥，冬季溫暖多雨，但島上仍缺乏淡水。
馬爾他島的人類活動歷史非常悠久，遠自前10世紀起便有腓尼基人在此定居。由於地理位置富有戰略價值，在之後將近3000年的歷史中，馬爾他島的所有政權數度更迭，歷經古希臘、迦太基、古羅馬、拜占庭帝國、阿拉伯帝國、諾曼人、法國、英國的統治。1192年，诺曼人建立的西西里王国国王坦克雷迪任命布林迪西的马加里托为首任马耳他伯爵。
直到1964年9月21日，马耳他才正式獨立。由於悠久而複雜的歷史背景，馬爾他島上保存了許多文化遺產，其中也有登錄為聯合國教科文組織的世界遺產者。
此外，著名的小型賞玩犬馬爾濟斯即發源於本島，但現今島上貓的數量卻相當地多。